# بینگو (فیلم ۲۰۲۱)
بینگو (به انگلیسی: Bingo) یک فیلم ترسناک و دلهره‌آور آمریکایی آماده اکران به کارگردانی و نویسندگی جیگی ساول گوئررو است. این فیلم بخشی از مجموعه گلچین فیلم به بلوم هاوس خوش آمدید است.

## بازیگران
- ال اسکات کالدول
- آدریانا بارازا
- جوشوا کالب جانسون
- ریچارد ترمز[۲]
- کلیتون لندی
- جاناتان مدینه
- برتیلا داماس
- گروور کولسون
- کلی مورتق
- دیوید جنسن

## تولید
فیلمبرداری در ۱۱ فوریه ۲۰۲۱ در نیواورلئان آغاز شد.